# Diocesi di Cammin

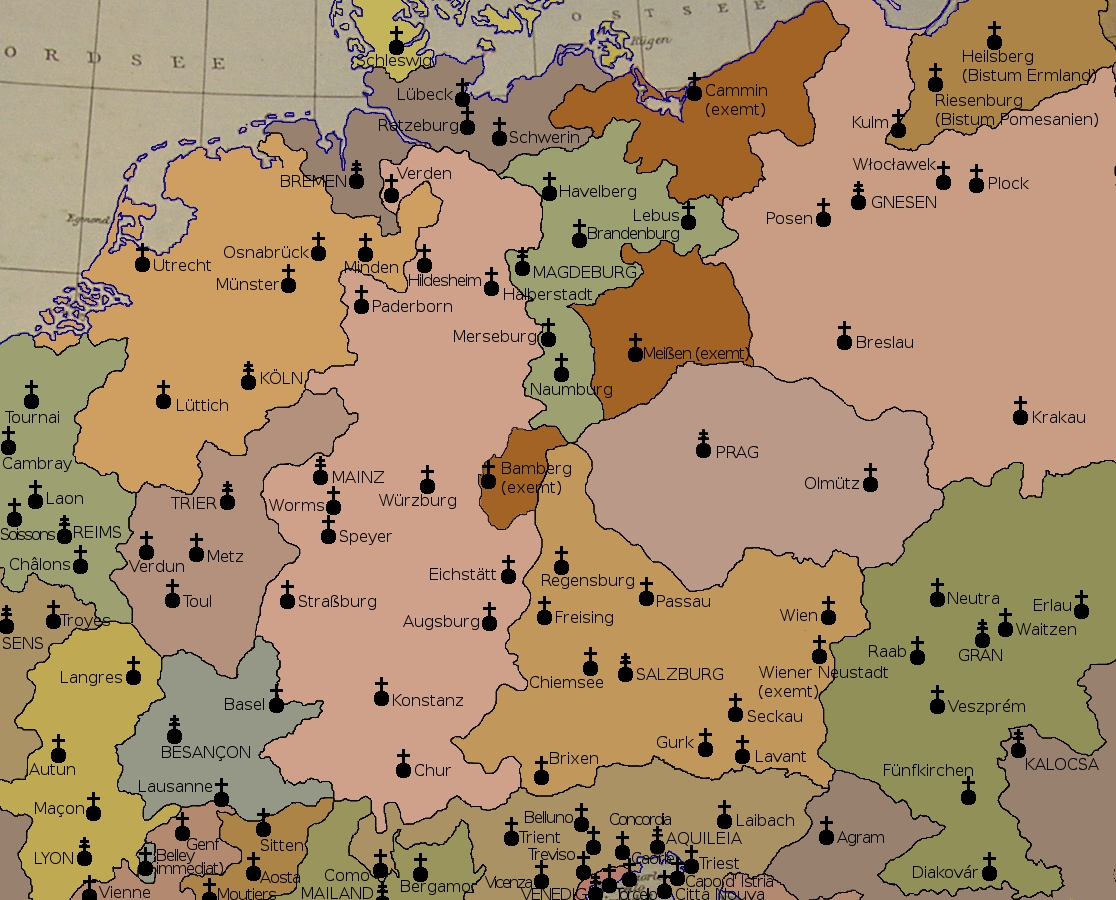
Mappa della diocesi di Cammin (in marrone) nel nord della Germania.

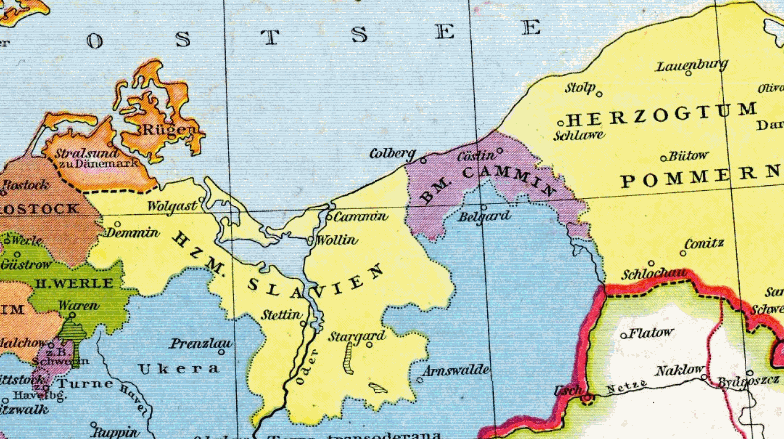
Il territorio sotto la giurisdizione civile dei vescovi di Cammin intorno al 1250 (colore viola).

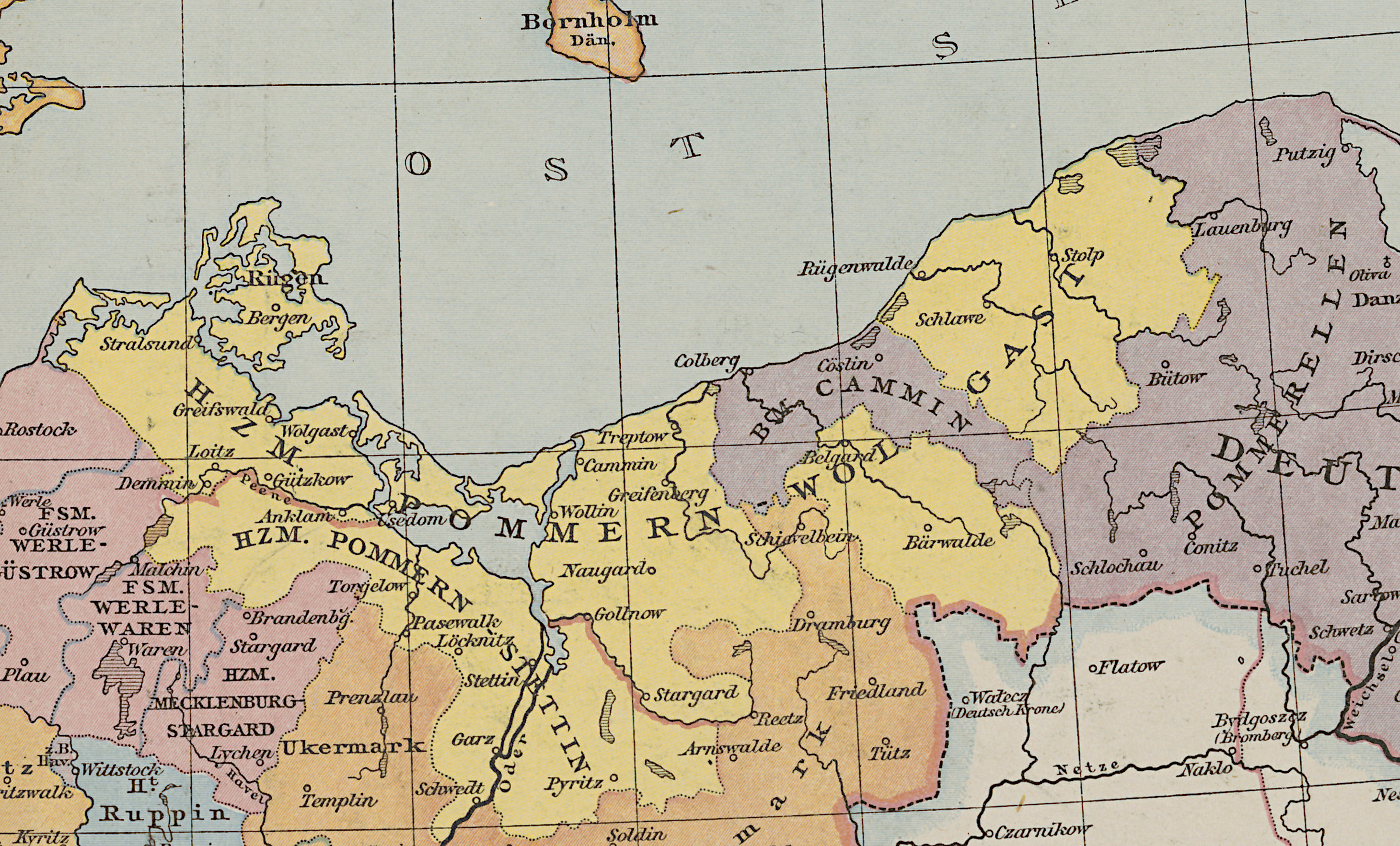
Mappa del principato vescovile di Cammin verso il 1400.

La diocesi di Cammin (in latino Dioecesis Caminensis) è una sede soppressa della Chiesa cattolica e un antico principato ecclesiastico del Sacro Romano Impero Germanico.

## Storia

### Origini della diocesi
Secondo il Thietmari merseburgiensis episcopi chronicon, un primo tentativo di organizzare una diocesi in Pomerania fu fatto all'epoca del re Boleslao I di Polonia, attorno all'anno 1000, con sede a Kołobrzeg. Questa sede, approvata da papa Silvestro II come suffraganea della metropolia di Gniezno, ebbe vita breve e già nel 1013 il suo vescovo fu fatto prigioniero e morì in Russia.
Il consolidamento e l'espansione dell'organizzazione ecclesiastica in Pomerania occidentale si devono a Boleslao III di Polonia, che conquistò e sottomise alla corona polacca la Pomerania, e a Ottone di Bamberga, che condusse due missioni nella regione fondando diverse chiese e creando i presupposti per la fondazione di una diocesi. Diversi autori sostengono che questa istituzione ecclesiastica cattolica fu eretta prima del 1140, probabilmente attorno al 1133. Ne è conferma la bolla Sacrosancta Romana di papa Innocenzo II, del 4 giugno 1133, che menziona, tra le altre, due diocesi in Pomerania, Stettino e Pomerania, sottomesse all'arcidiocesi di Magdeburgo.
Per iniziativa del cappellano Adalberto di Pomerania, Innocenzo II, con la bolla Ex commissa nobis del 14 ottobre 1140 confermò l'esistenza della diocesi, a cui dava il nome di "diocesi di Pomerania", consacrò Adalberto come suo vescovo, e pose la sede della diocesi a Wolin sull'isola omonima, dove fu eretta a cattedrale la chiesa di sant'Adalberto.
Innocenzo II, per evitare che gli arcivescovi di Magdeburgo e di Gniezno avanzassero pretese sulla diocesi, dispose che questa fosse soggetta direttamente alla sola Santa Sede.
La bolla Ex commissa nobis definisce anche i confini della diocesi e i territori di appartenenza, tra cui Demmin, Tribsees, Gützkow, Wolgast, Groswin, Ziethen, Stargrod, Stettino e Kammin. Ad ovest essa doveva estendersi fino alla rocca di Tribsees e ad est fino al fiume Łeba. Essa racchiudeva in Pomerania il territorio fino a Rügen, parte del Meclemburgo Orientale, dell'Uckermark e del Neumark.
A causa della distruzione di Wolin nel 1176 ad opera dei danesi, la sede episcopale fu trasferita a Kammin. Questo trasferimento fu approvato da papa Clemente III il 24 febbraio 1188 con la bolla Ex iniuncto nobis, che confermò l'immediata soggezione della diocesi di Kamin alla Santa Sede. Il duomo di San Giovanni Battista a Kammin divenne la nuova cattedrale diocesana; e qui venne istituito un capitolo di canonici, a cui nel 1176 fu conferito il diritto di eleggere il vescovo.

### XIII secolo
All'inizio del XIII secolo ebbe luogo una controversia fra il Regno di Polonia e quello di Danimarca, del quale i duchi di Pomerania erano feudatari.
Per cautelarsi da un'invasione ed una presa di possesso da parte della diocesi di Gnesen, il vescovo Sigwin sottomise la diocesi di Cammin, come suffraganea, a quella di Magdeburgo. Successivamente tuttavia egli cercò di por fine a questo stato di dipendenza ed ignorò le disposizioni di papa Innocenzo III, di seguire il giuramento prestato di fronte alla diocesi di Magdeburgo. Tuttavia il successore di Innocenzo III, papa Onorio III confermò il 20 marzo 1217 tutti i precedenti privilegi e trattò i suoi vescovi come principi indipendenti. Contemporaneamente riuscì a Sigwin di ampliare il territorio della diocesi con le terre dei Circipani, che prima dipendevano dalla diocesi di Schwerin: il fiume Ryck divenne il confine fra le due diocesi.
Verso il 1200, a Kolberg (attuale Kołobrzeg), fu istituito, presso la chiesa dedicata a Maria, un altro Capitolo. Nel corso del XIII secolo le zone intorno a Kolberg e nel XIV quelle intorno a Bublitz vennero ampliate.
Nella seconda metà del XIII secolo il vescovo Ermanno di Gleichen rafforzò decisamente le basi del vescovato. Egli riuscì a perfezionare la sua signoria come amministrazione civile in quella che era normalmente attribuita ai vescovi-principi per un determinato territorio. La sua politica di autonomia era spesso in contrasto con quella dei principi pomerani.
Ermanno di Gleichen promosse un insediamento tedesco pianificato nel territorio relativamente disabitato del vescovato, il che, attraverso i crescenti tributi dei coloni, portò ad un incremento delle entrate del vescovato. Il vescovo Ermanno nel 1255 conferì a Kolberg lo status di città libera secondo il diritto di Lubecca.
Nel 1266 due capi coloni fondarono su suo incarico la città di Köslin. L'insediamento di Massow ottenne nel 1278 lo status di città libera secondo il diritto di Magdeburgo. Nel vescovato giunsero dalla Turingia alcuni membri delle dinastie nobili dei Kirchberg, dei Käfernburg e Eberstein. Nel 1274 Ermanno concesse al suo parente Ottone di Eberstein il territorio di Naugard e 700 Hufe di terra. La contea di Naugard era un feudo del vescovato di Cammin e rimase tale fino all'estinzione della dinastia che la governava, avvenuta nel 1663.

### XIV secolo
Verso il 1300 il vescovo eletto Enrico di Wacholz, già arcidiacono di Demmin, dispose fin dall'inizio del suo periodo di episcopato, il rinnovo dell'amministrazione della diocesi.
In un documento del 1303 egli definì i confini e gl'introiti dei cinque diaconati della diocesi: Demmin, Usedom, Stettino e Stargard.
Nel 1319 venne eletto vescovo di Cammin il decano pomerano Corrado e la sua nomina fu confermata da papa Giovanni XXII. Egli dovette difendersi dai rinnovati tentativi dell'arcidiocesi di Gnesen, di includere Cammin nell'area della sua provincia ecclesiastica. Dopo il suo rientro da Avignone anche i duchi pomerani cercarono di stabilire legami più stretti con il vescovato di Cammin. Il 16 agosto 1320 Vartislao IV di Pomerania- Wolgast ed Ottone I di Pomerania-Stettino presero in feudo l'intero territorio dal vescovo di Cammin. Il loro scopo era quello di porre la Pomerania sotto la protezione della Chiesa e così difendersi dalle aspirazioni del Brandeburgo ad assorbire il ducato di Pomerania come feudo brandeburghese.
Il 14 novembre 1324, dopo la morte del vescovo Corrado, papa Giovanni XXII, in disaccordo con l'imperatore Ludovico IV, esercitò il suo diritto di nomina del vescovo di Cammin, conferendo la cattedra episcopale al domenicano Arnoldo di Eltz. Ciò condusse ad un conflitto interno alla diocesi. I canonici seguaci del papa, che insieme ai duchi pomerani contrastavano il margravio Ludovico V di Baviera, appartenente come l'imperatore al casato dei Wittelsbach, si trovarono a fronteggiare coloro che, nella diocesi, parteggiavano per il Brandeburgo. Questi erano in gran parte membri di dinastie nobiliari presenti sia in Pomerania che nella marca brandeburghese. Arnoldo di Eltz entrò nel suo vescovato nel 1327 ed intervenne contro i suoi avversari con punizioni canoniche. La sua deposizione da parte dell'antipapa Niccolò V del 27 gennaio 1329, che proclamò vescovo in sua vece Enrico di Bamberga, rimase priva di efficacia.
Quando Arnoldo di Eltz, nell'estate del 1330, morì, venne eletto vescovo il canonico del Capitolo del Duomo Federico di Eickstedt che in settembre venne consacrato ad Avignone. Egli riuscì a risolvere in gran parte le controversie interne alla Curia diocesana. Queste avevano pregiudicato la solidità della diocesi, nuove pretese venivano avanzate da Gnesen ed era anche divenuta problematica la riduzione delle entrate. Al termine del suo episcopato Giovanni di Sassonia- Lauenburg, uno zio di Boghislao IV di Pomerania, divenne suo coadiutore ed alla sua morte, nel 1343, papa Clemente VI lo nominò vescovo di Cammin.
Giovanni di Sassonia- Lauenburg riuscì a respingere con successo le pretese della diocesi di Schwerin sul territorio di Schwerin e l'indipendenza della diocesi di Cammin da quella di Gnesen.
Con uno scritto dell'agostiniano Angelus da Stargard Szczeciński, egli riuscì a farsi confermare nel 1349 da papa Clemente VI i privilegi della diocesi.
Il tentativo di ottenere la dipendenza diretta della diocesi dall'impero da parte dell'imperatore Carlo IV fallì. Dopo un nuovo tentativo Giovanni fu costretto dal duca di Pomerania Boghislao V, nel 1355, a riconoscere la protezione ducale come il diritto di supervisione e quello di approvazione su tutte le scelte importanti all'interno della diocesi.
Negli anni 1370 sorse una disputa fra la Pomerania ed il Brandeburgo sull'Uckermark. Nel 1372 Filippo di Rehberg, eletto vescovo di Cammin con l'approvazione dei duchi di Pomerania, prese partito per i brandeburghesi. Nel 1373 la Pomerania fece pace con il Brandeburgo. I duchi di Pomerania ed il vescovo di Cammin si riunirono il 17 maggio a Kaseburg per valutare insieme i propri interessi e le proprietà comuni. Nel medesimo periodo si scatenò una faida fra le nobili famiglie Schöning e Köller ed il Capitolo del Duomo di Cammin. Le numerose liti ed un lungo e difficile processo contro la diocesi di Gnesen portarono quasi all'esaurimento le risorse finanziarie della diocesi. A causa dell'indebitamento della diocesi il castello di Gülzow dovette essere alienato.
Nel 1385 il Capitolo del Duomo elesse come vescovo il duca Boghislao VIII di Pomerania, ma papa Urbano VI, su richiesta dell'imperatore Venceslao, nominò vescovo Johannes Brunonis, fino ad allora prevosto di Lebus e cancelliere di Venceslao. Questi investì Johannes Brunonis del vescovato e lo inserì nell'Impero. Per evitare la separazione della diocesi dal ducato di Pomerania, Boghislao VIII rinunciò al titolo episcopale e venne considerato dagli altri signori come protettore e presidente della diocesi. Johannes Brunonis, che giunse nella diocesi dopo lungo tempo, lasciò gli affari della diocesi in gran parte alle cure dei suoi vicari e degli amministratori ducali.
In quel periodo s'insediarono in Pomerania ed anche all'interno del territorio della diocesi alcuni Valdesi. L'inquisitore Petrus Zwicker giunse per questo nel 1393 al fine di condurre ricerche in merito. Johannes Brunonis abbandonò infine le sue pretese sulla diocesi e papa Bonifacio IX trasferì il vescovo Giovanni di Posen a Cammin. Boghislao VIII rinunciò ai beni temporali, trattenendo tuttavia alcuni castelli. A causa delle misere condizioni della diocesi, Giovanni di Posen si fece trasferire e il suo successore fu l'allora vescovo di Pelplin, Mikołaj Schieffenburg, O.T..

### XV secolo
Il vescovo Mikołaj incontrò nella diocesi un'intensa resistenza, allorché scomunicò Boghislao VIII che non voleva lasciare i castelli di Massow, Gülzow ed Arnhausen. Anche la città di Kolberg si inserì nella faida, schierandosi contro il vescovo.
Nel 1410 l'antipapa Alessandro V destituì il vescovo, seguace di Gregorio XII, dal suo incarico e lo sostituì con Magnus di Sachsen-Lauenburg. Questi fece condurre la diocesi prevalentemente da vescovi ausiliari e da vicari generali. Fra questi si distinse Corrado Bonow, che nel 1413 strinse un'alleanza con l'Ordine Teutonico. Al termine dello Scisma d'Occidente Magnus fu confermato e consacrato il 26 maggio 1417 a Costanza da papa Martino V. Il contemporaneo infeudamento del vescovato avvenne alla presenza, e senza alcuna obiezione, del duca Vartislao.
Mentre il vescovo Magnus mirava da Costanza ad un proseguimento del procedimento contro Boghislao VIII, questi morì (1418) senza aver ceduto i castelli contesi. La sua vedova Sofia ed il figlio ancor minorenne Boghislao furono in conseguenza colpiti dal bando dalla Chiesa, che tuttavia non portò alcun cambiamento nel loro comportamento. Contemporaneamente si rafforzarono gli stati all'interno della diocesi, particolarmente le città di Kolberg e Köslin, il che portò a limitare il potere temporale del vescovo. La controversia sui castelli proseguì ancora fino agli anni 1430. Solo dopo che il duca Boghislao IX, figlio di Boghislao VIII, e la madre Sofia furono sottomessi dall'imperatore Sigismondo con un atto imperiale del 1434, si giunse ad un compromesso nel 1436. Questo si rivelò favorevole ai duchi, soprattutto perché non riuscì alla diocesi di staccarsi dalla Pomerania.
Con la città di Kolberg si giunse ad una violenta lite a causa delle pretese del vescovo Sigfrido II di Bock sul porto e sulle saline della città. Il Capitolo del Duomo ed il clero si videro costretti a cedere di fronte alla città. Dopo che la città era riuscita a difendersi dagli attacchi del duca Boghislao IX come protettore della diocesi, si giunse nel 1445, grazie alla mediazione delle città anseatiche a concludere la pace. Nel 1449 il successore di Sigfrido II (1446), Henning Iven, dovette riconoscere un ampliamento dei diritti degli stati della città di Kolberg. Tuttavia il conflitto riprese poco dopo. Kolberg si alleò con il re di Danimarca e le sue truppe distrussero la curia di Cammin ed altre proprietà del Capitolo del Duomo. L'inasprimento della situazione raggiunse l'apice quando nel 1462 il cavaliere Dinnies von der Osten, con un nutrito seguito di truppa, attaccò la città, ma fu costretto a ritirarsi con gravi perdite. L'accomodamento della città con le autorità temporali e spirituali ebbe luogo solo negli anni fra il 1466 ed il 1468.
Quando il duca Boghislao X negli anni 1470 condusse la guerra contro il Brandeburgo, il vescovato condotto da Ludovico di Eberstein-Naugard si schierò dalla parte del Brandeburgo. Egli compì apertamente atti ostili contro il duca e trattò con il Brandeburgo la sua sottomissione al margraviato. Nel 1479 l'italiano Marino di Fregeno, teologo noto nel nord Europa come esperto di indulgenze, giunse nella diocesi come vescovo nominato da papa Sisto IV, probabilmente su indicazione di Boghislao X, mentre il vescovo ancora in carica si dimise, risarcito con il castello di Gülzow. L'accordo del 1436 venne rinnovato, così la diocesi tornò ad essere strettamente legata al ducato.
Come vescovo, Marino promosse una tassazione del clero al fine di porre un limite ai costi di amministrazione della diocesi, incontrando così una forte resistenza nel Capitolo del Duomo. Nel 1481 egli fu sospeso dal suo uffizio dal Capitolo, dopo che aveva già inviato al papa un appello con lamentele in proposito, al quale Marino aveva appena ribattuto con una sua lettera di controdeduzioni al papa. Dopo un breve soggiorno a Kolberg, Marino si recò a Roma ove intentò un procedimento, a quanto pare con crescente successo, contro la sua destituzione, ma il suo improvviso decesso nel 1482 pose termine definitivamente al suo episcopato.
Il suo successore designato, Angelo Geraldini da Sessa Aurunca non fece alcun preparativo per recarsi nella sede a lui assegnata e questa rimase di fatto vacante per alcuni anni. Nel 1486 subentrò come vescovo di Cammin Benedetto di Waldstein. Boghislao X, che tramite un'udienza concessagli dal papa in Roma, aveva ottenuto il diritto di nominare i prevosti nei Capitoli dei suoi territori, poté aumentare ulteriormente la sua influenza sulla diocesi. Nel 1498 venne infine nominato vescovo di Cammin Martino Karith, che già aveva operato al servizio dei duchi.

### XVI secolo
Il vescovo Martino, dopo la sua nomina, operò ancora come consigliere del duca. Dal 1500 il vescovato emise i primi decreti ecclesiali e i testi liturgici stampati. Negli statuti del Sinodo vennero emessi divieti contro le deviazioni morali del clero.
Da parte del Brandeburgo si tentò di influire sulla diocesi, raccomandando negli anni 1510 il conte Volfgango di Eberstein come coadiutore. Quando questi nel 1518 ottenne l'approvazione del papa, seguirono le proteste del clero diocesano, del Capitolo del Duomo e dei duchi.
Senza tener conto dei costi, da parte pomerana fu promossa in Roma la candidatura dell'arcidiacono di Pasewalk Erasmo di Manteuffel-Arnhausen, che alla fine succedette a Martino dopo la morte di quest'ultimo, avvenuta nel 1521.
Nel 1521 Erasmo, quando era ancora in veste di coadiutore, si era espresso, d'accordo con il duca Boghislao X, che era stato presente all'emissione della decreto di Worms, contro la diffusione dell'insegnamento luterano dal Convento di Belbuck.
Negli anni successivi l'insegnamento evangelico si affermò in Pomerania. Anche nelle città di Kolberg e Köslin, site nel territorio della diocesi, questo fu accolto dalla maggioranza dei cittadini, senza che fosse possibile, da parte del vescovo, un intervento contrario.
Nel territorio si stabilì un numero sempre crescente di predicatori evangelici. Il Capitolo del Duomo esortò nel 1533, con il predicatore Johann Westfal, ad evitare la lettura degli scritti di Lutero, tacciati di falsità. Il vescovo Erasmo non si adoprò molto in difesa della Chiesa cattolica e nel cercare di mantenerla viva. Uno dei due duchi di Pomerania, Barnim IX e Filippo I, rimase dapprima solo in attesa di una revisione della Chiesa. Nell'assemblea tenutasi nel 1534 a Treptow sul Rega, egli respinse categoricamente il progetto, redatto da Johannes Bugenhagen, di un nuovo ordinamento della Chiesa locale e pattuì un periodo di riflessione. Il nuovo ordinamento religioso venne infine concordato dai duchi, senza ulteriori riguardi nei suoi confronti, e la riforma protestante venne introdotta in Pomerania.
Contro questa si levò la resistenza degli stati all'interno del vescovato e quella della nobiltà pomerana. Erasmo si vide rafforzato nella sua posizione e nel 1535 rifiutò di riconoscere il nuovo ordinamento, dietro suggerimento dell'imperatore.
Il vescovo rese infine pubblici i suoi piani per raggiungere la dipendenza diretta della diocesi dall'impero e attraverso questo, dell'indipendenza dal ducato di Pomerania. Questo proposito, per il quale egli aveva anche il sostegno della città di Kolberg, incontrò una vivace resistenza nei duchi. Essi promossero, nella suddivisione del territorio del 1541, la rinuncia alla dipendenza diretta e pretesero per sé il diritto di autorizzazione di tutte le posizioni rilevanti della diocesi fino al diritto di nomina dei vescovi. Erasmo rifiutò, dopo un lungo periodo di riflessione, la decisione ma dovette sperimentare come fossero stati numerosi i cambiamenti realizzati intorno a lui. Fra questi vi era anche l'intesa fra Pomerania e Brandeburgo sulle zone sottoposte al vescovato di Cammin nel Neumark.
Dopo la morte dell'ultimo vescovo pre-riforma, Erasmo di Manteuffel-Arnhausen, nel 1544, sorse una controversia fra i duchi sulla nuova titolarità del vescovato. Infine si misero d'accordo sulla persona di Johannes Bugenhagen, che per prima cosa pose grandi richieste ma infine si ritirò, sebbene fosse già stato prescelto. Il 4 marzo 1545 il cancelliere di Stettino, Bartolomeo Suawe, fu il primo vescovo evangelico sotto la signoria dei duchi di Pomerania. Un accordo, sottoscritto a Köslin, regolò infine i rapporti fra la diocesi ed i signori del territorio. Gli stati del vescovato, particolarmente Kolberg, si opposero fermamente all'accordo ed al nuovo vescovo.
La città di Kolberg riuscì a farsi rilasciare il 5 gennaio 1548 un mandato imperiale nel quale l'accordo di Köslin veniva dichiarato nullo e gli abitanti del vescovato sollecitati a rendere omaggio all'imperatore. Un reclamo dei duchi venne indirizzato alla Corte della Camera Imperiale. Dopo il ritiro di Suawes, i duchi si accordarono con gli stati della diocesi riguardo alle modifiche da apportare all'accordo di Köslin. Infine Martin Weiher venne nominato vescovo. Anche un'intesa sui pagamenti venne impugnata di fronte alla Corte della Camera Imperiale.
Anche Martin Weiher, che si era fatto confermare la carica da papa Giulio II, mostrava l'ambizione di ottenere la dipendenza diretta dall'imperatore per la diocesi.
I duchi posero fine con il loro energico comportamento ad ulteriori tentativi in questa direzione. Dopo la morte di Weihers nel 1556, il quattordicenne duca Giovanni Federico fu scelto come principe-vescovo, così che il principato vescovile era integralmente nelle mani del casato dei Greifen.
Dal 1560 al 1562 fu fatta una rivisitazione del principato vescovile e quindi iniziata la riforma dell'amministrazione e degli statuti dell'istituzione. Quando Giovanni Federico nel 1567 subentrò nella signoria del ducato di Pomerania-Wolgast, mantenne la sua posizione nel principato vescovile, poiché egli non poteva prendere decisioni in merito senza l'accordo con il fratello.
Nel concordato ereditario di Jasienica (Pomerania Occidentale) del 1569 s'intese che in futuro il fratello minore di Giovanni Federico, Casimiro VI, sarebbe subentrato come vescovo di Cammin. Questo venne confermato nel 1574, all'età di 17 anni.
Casimiro, che spesso entrò in conflitto con la città di Kolberg, resse il principato vescovile fino al 1602.

### XVII secolo
A Casimiro seguirono i duchi Francesco (fino al 1618), Ulrico (fino al 1622) e Boghislao XIV (fino al 1637). Dopo la guerra dei trent'anni il principato vescovile fu secolarizzato e con quello che rimaneva della Pomerania Orientale, annesso al Brandeburgo. Nel 1650 l'ultimo principe-vescovo di Cammin, il duca Ernesto Boghislao di Croÿ, rinunciò ai suoi diritti sul principato vescovile in cambio di un indennizzo, a favore del principe elettore Federico Guglielmo I di Brandeburgo.

## Cronotassi dei vescovi

### Vescovi cattolici
- Adalberto di Pomerania † (14 ottobre 1140 - 2 febbraio 1162 deceduto)
- Konrad I von Salzwedel † (1163 - 2 marzo 1186 deceduto)
- Siegfried † (1186 - dopo il 1191)
- Sigwin † (1202 - 1219 dimesso)
- Konrad II † (23 maggio 1219 - dopo il 29 gennaio 1233 deceduto)
- Konrad III von Salzwedel † (dopo il 13 novembre 1233 consacrato - 20 settembre 1241 deceduto)
- Wilhelm † (24 dicembre 1244 - 1251 dimesso)
- Hermann von Gleichen † (prima di dicembre 1251 - 1289 deceduto)
- Jaromar von Rügen † (7 ottobre 1289 - 1294 deceduto)
  - Wizlaw † (1294 - ?) (vescovo eletto)[8]
- Peter, O.P. † (13 febbraio 1296 - 1300 deceduto)
- Heinrich von Wacholz † (28 gennaio 1302 - 1317 deceduto)
- Konrad IV † (13 agosto 1318 - 1324 deceduto)
  - Wilhelm † (antivescovo)
  - Otto † (antivescovo)[9]
- Arnold von Eltz, O.P. † (14 novembre 1324 - 1330 deceduto)
- Friedrich von Eickstedt † (17 settembre 1330 - 1343 dimesso)
- Johannes von Sachsen-Lauenburg † (3 settembre 1343 - 1370 deceduto)
- Philipp von Rehberg † (29 maggio 1370 - 1385 deceduto)
- Johannes Brunonis † (5 maggio 1386 - 1394 dimesso)[10]
- Jan Kropidło † (31 luglio 1394 - 26 aprile 1398 nominato vescovo di Chełmno)
- Nikolaus von Schippenbeil † (1º giugno 1398 - 1410 deposto)
- Magnus von Sachsen-Lauenburg † (14 marzo 1410 - 10 maggio 1424 nominato vescovo di Hildesheim)
- Siegfried Bock † (10 maggio 1424 - 15 maggio 1446 o 1449 deceduto)
- Henning Iwen † (1446 o 1449 - 3 agosto 1468 deceduto)
  - Ludwig von Eberstein-Naugard † (1471 - ? dimesso) (vescovo eletto)[11]
  - Sede vacante
- Marino di Fregeno † (16 novembre 1478 - 7 luglio 1482 deceduto)
  - Angelo Gerardini † (24 luglio 1482 - ? dimesso) (vescovo eletto)[12]
- Benedikt von Waldstein † (2 dicembre 1485 - 1498 deceduto)
- Martin Karith † (4 luglio 1498 - 26 novembre 1521 deceduto)
- Erasmus von Manteuffel-Arnhausen † (26 novembre 1521 succeduto - 27 gennaio 1544 deceduto)

### Principi-Vescovi evangelici
| da   | a    | Nome                                         | Note |
| ---- | ---- | -------------------------------------------- | ---- |
| 1544 | 1549 | Bartolomeo Swawe                             |      |
| 1549 | 1556 | Martin Weiher di Leba                        |      |
| 1557 | 1574 | Giovanni Federico, duca di Pomerania-Wolgast |      |
| 1574 | 1602 | Casimiro VI, duca di Pomerania               |      |
| 1602 | 1618 | Francesco, duca di Pomerania                 |      |
| 1618 | 1622 | Ulrico, duca di Pomerania                    |      |
| 1623 | 1637 | Boghislao XIV, duca di Pomerania             |      |
| 1637 | 1650 | Ernesto Boghislao di Croÿ                    |      |